# Eleni Christofi
Eleni Christofi (griechisch Ελένη Χριστοφή, * 9. August 1998) ist eine griechische Tennisspielerin.

## Karriere
Christofi, die mit fünf Jahren das Tennisspielen begann, spielt vorrangig Turniere auf der ITF Women’s World Tennis Tour, bei denen sie bislang 16 Doppeltitel gewonnen hat. Ihr erstes Turnier als Profi absolvierte sie im April 2013 in Iraklio, ihr bislang bestes Resultat im Einzel erreichte sie im November 2015 mit der Halbfinalteilnahme in Iraklio, wo sie Nina Alibalić mit 1:6 und 4:6 unterlag. Ihre ersten beiden Turniersiege im Doppel erreichte sie mit verschiedenen Partnerinnen ebenfalls im November 2015 und ebenfalls in Iraklio.
Im Jahr 2016 spielte Christofi erstmals für die griechische Billie-Jean-King-Cup-Mannschaft; ihre Billie-Jean-King-Cup-Bilanz weist bislang 5 Siege bei 1 Niederlage aus.

## Turniersiege

### Doppel
| Nr. | Datum              | Turnier                  | Kategorie   | Belag     | Partnerin               | Finalgegnerinnen                             | Ergebnis         |
| --- | ------------------ | ------------------------ | ----------- | --------- | ----------------------- | -------------------------------------------- | ---------------- |
| 1.  | 1. November 2015   | Iraklio                  | ITF $10.000 | Hartplatz | Phillis Vanenburg       | Valentini Grammatikopoulou Janneke Wikkerink | 6:3, 6:3         |
| 2.  | 8. November 2015   | Iraklio                  | ITF $10.000 | Hartplatz | Vlada Ekshibarova       | Karin Kennel Wiktorija Tomowa                | 4:6, 6:3, [10:1) |
| 3.  | 13. November 2021  | Iraklio                  | ITF W15     | Sand      | Martha Matoula          | Ilinca Dalina Amariei Simona Ogescu          | 6:3, 6:2         |
| 4.  | 20. November 2021  | Iraklio                  | ITF W15     | Sand      | Dimitra Pavlou          | Giorgia Pinto Risa Ushijima                  | 6:3, 7:68        |
| 5.  | 5. März 2022       | Monastir                 | ITF W15     | Hartplatz | Michaela Laki           | Haruna Arakawa Natsuho Arakawa               | 7:5, 6:3         |
| 6.  | 4. Juni 2022       | Iraklio                  | ITF W15     | Sand      | Gabriella Da Silva Fick | Marija Berhen Beatris Spassowa               | 6:0, 6:1         |
| 7.  | 25. März 2023      | Iraklio                  | ITF W15     | Sand      | Dimitra Pavlou          | Anastasia Safta Lavinia Tănăsie              | 7:5, 6:2         |
| 8.  | 27. Mai 2023       | Kuršumlijska Banja       | ITF W15     | Sand      | Sebastianna Scilipoti   | Tilwith Di Girolami Nina Vargová             | 5:7, 6:4, [10:6] |
| 9.  | 25. Juni 2023      | Prokuplje                | ITF W15     | Sand      | Natalija Senić          | Ana Candiotto Anastasia Iamachkine           | 7:65, 6:3        |
| 10. | 23. September 2023 | Kuršumlijska Banja       | ITF W15     | Sand      | Katarina Jokić          | Mara Guth Jelena Pridankina                  | 6:2, 6:3         |
| 11. | 25. November 2023  | Iraklio                  | ITF W15     | Sand      | Patricija Paukštytė     | Karolina Krajmer Andrea Roots                | 6:3, 6:1         |
| 12. | 9. März 2024       | Iraklio                  | ITF W15     | Sand      | Sapfo Sakellaridi       | Lucie Nguyen Tan Xenija Saizewa              | 6:3, 6:3         |
| 13. | 20. April 2024     | Santa Margherita di Pula | ITF W35     | Sand      | Lija Karatantschewa     | Eleonora Alvisi Federica Urgesi              | 6:0, 6:4         |
| 14. | 11. Mai 2024       | Platja d’Aro             | ITF W35     | Sand      | Daniela Vismane         | Matilde Jorge Diāna Marcinkēviča             | 6:4, 6:2         |
| 15. | 18. Mai 2024       | Madrid                   | ITF W100    | Sand      | Destanee Aiava          | Andrea Gámiz Eva Vedder                      | 6:3, 2:6, [10:5] |
| 16. | 10. November 2024  | Iraklio                  | ITF W15     | Sand      | Sapfo Sakellaridi       | Astrid Wanja Brune Olsen Franziska Sziedat   | Walkover         |